# Hebreiska

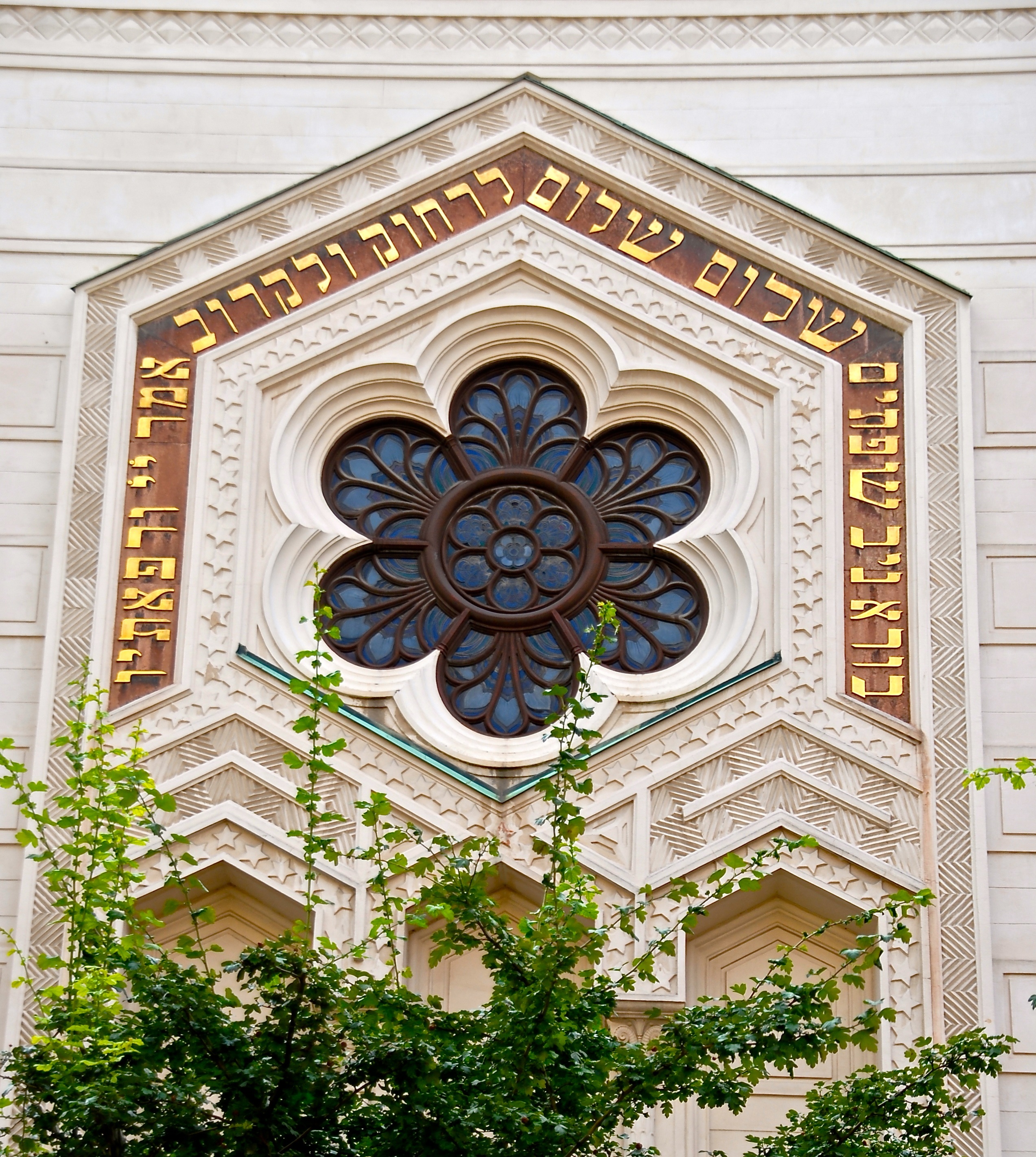
Hebreiska inskrifter på Stockholms synagoga.

Hebreiska, hebr. ‘ivrit (עִבְרִית), är ett nordvästsemitiskt språk som talas av cirka 9 miljoner människor, främst i Israel där hebreiska är ett officiellt språk. De som talade hebreiska kallades historiskt för hebréer, ett ord som enligt den arameiska traditionen kommer av deras ord abar eller habar, och betyder 'de som gått över', och ska enligt samma tradition anspela på att patriarken Abraham gick över floden Eufrat och begav sig med sin stam till det som idag kallas Israel. De som bodde på andra sidan floden kallades följaktligen "det folk som gick över floden".

## Biblisk hebreiska och Mishnahebreiska
Som språk tillhör hebreiska den kanaanitiska språkgruppen. Hebreiska (Israel) och moabitiska (Jordanien) kan kallas sydliga kanaanitiska dialekter, medan feniciska (Libanon) kan kallas en nordlig kanaanitisk dialekt. Kanaanitiska är nära besläktat med arameiska och i mindre grad arabiska. Medan andra kanaanitiska språk har utrotats, har hebreiska överlevt. Hebreiska hade sin blomstringstid som talspråk i Israel från 900-talet f.Kr. till tiden för den bysantinska perioden på 200 eller 300-talet e.Kr. Sedan fortsatte hebreiska att vara ett skriftspråk till modern tid, då språket återupplivades som talspråk på 1800-talet.
Från början använde hebreiskan det fenicisk-kanaaneiska alfabetet som omfattade 22 bokstäver med endast konsonanter. I och med Jerusalems fall 587 f.Kr. och de efterföljande deportationerna bytte man alfabet från det fenicisk-kanaaneiska till det arameiska, även det med 22 konsonanter. Av de bevarade antika skrifterna så är Nash-papyrusen och Dödahavsrullarna några av de viktigaste.
Mishnahebreiskan var ett vardagligt talat språk som användes för att skriva ner den judiska muntliga traditionen i Mishnan. Mishnahebreiskan ersattes gradvis med arameiskan och upphörde som talspråk någon gång på 300- eller 400-talet e.Kr. Mishnahebreiskan och den tidigare bibelhebreiskan kvarstod dock som liturgiska språk för judendomen. Då hebreiska enbart hade blivit ett skriftspråk uppstod problem med att identifiera ordens korrekta uttal och därför börjades hjälpbokstäver tillfogas för att antyda vilka vokaler som skulle användas och under 500-talet började man markera vokalerna med punkter i texten.

## Modern hebreiska
Den moderna hebreiskan, som utvecklades under det sena 1800-talet, bygger på bibelhebreiskans morfem som de som användes i Gamla Testamentet (alltså bibelhebreiskan) medan syntaxen och grammatiken huvudsakligen är tagen från mishnahebreiskan, dock har även hebreisk liturgisk och litterär tradition från den medeltida och haskalah-eran påverkat språkets utveckling. Flera moderniteter har även tillförts såsom hjälpverb samt ett utökat ordförråd. Hebreiskan återupplivades som ett talspråk igen cirka 1880-1920 i Palestina, med den ökade invandringen av judar till landet. Återupplivandet av hebreiskan som talspråk initierades av Eliezer Ben-Yehuda, tidigare en revolutionär i Tsarryssland, som hade anslutit sig till den judiska nationella rörelsen, och som flyttade till det Osmanska riket år 1881. Eliezer Ben-Yehuda organiserade en systematisk bearbetning av det hebreiska språket och moderniserade det till den grad att det återigen var möjligt att använda det som ett talspråk.
Efter första världskriget erkände den brittiska regeringen i Palestina, som nu blivit ett brittiskt protektorat, hebreiskan som ett av de tre officiella språken i landet (engelska, arabiska och hebreiska) och redan på 1920-talet var hebreiskan det dagliga språket för en stor andel i det judiska (som kallade sig själv "hebreiska") samfundet. År 1948, när staten Israel proklamerades av de judiska ledarna, fanns hundratusentals hebreisktalande i landet. Hebreiska blev då omedelbart landets huvudspråk. Fram till 2018 var även arabiska ett officiellt språk, medan det numera betraktas som ett språk med "speciell status".
Modern hebreiska klassificeras som ett afroasiatiskt språk av den semitiska språkgruppen av en majoritet av lingvister och klassificeras som ett hebreiskt s.k. koinéspråk, som representerar ett nytt lingvistiskt system baserat på en amalgamering av historiska hebreiska lingvistiska traditioner, utländska influenser (speciellt de som infördes under det mest kritiska återupplivningsstadiet mellan 1880 och 1920) samt nya komponenter skapade av talare genom naturlig lingvistisk evolution, istället för att representera fortsättandet av en enda enskilt tidigare lingvistiskt stadium. Medan språket har påverkats av icke-semitiska språk så har det behållit sin semitiska karaktär i sin morfologi och i stora delar av sin syntax. Det finns en del forskare som hävdar att den moderna hebreiskan är ett konstruerat språk, ett så kallat esperantospråk, men de flesta lingvister är dock av uppfattningen att språket är så oregelbundet (med avseende på syntax, morfologi och fonologi) att det inte kan anses vara konstruerat.